# 고구려 호로고루성
고구려 호로고루성(高句麗 瓠蘆古壘城)은 고구려 시대에 지어진 성으로, 국가 사적 제467호이다. 21,768m2 면적으로 경기도 연천군 장남면 원당리 1257-1 등에 소재하고 있다.